# Lipljen
Lipljen (lat. Thymallus thymallus; još se naziva lipen, lipljan, lipan) je slatkovodna riba koja pripada porodici Salmonidae.
Lipljen obitava u srednjem dijelu euroazijskog kontinenta. U Europi ga ima od Urala na istoku, do Velike Britanije na zapadu. Na sjeveru ga ima na Kaninskom i Kolskom poluotoku i sjeveroistočnim dijelovima Skandinavije. Južna granica je gornji tok rijeke Ural, pritoke gornjeg i srednjeg toka rijeke Kame i Volge i bazen gornjeg, srednjeg i donjeg toka Dunava. Lipljen je riba hladnih voda i često živi zajedno s potočnom pastrvom, iako ima i svoje područje. Lipljen živi u brzim, čistim i hladnim potocima ili rijekama.

## Vanjske poveznice
|  | Zajednički poslužitelj ima još gradiva o temi Lipljen |